# Helfenberg
Helfenberg település Ausztriában, Felső-Ausztria tartományban, a Rohrbachi járásban. , területe 9,61 km².

## Fekvése
Tengerszint feletti magassága 567 méter. Helfenberg Sankt Veit im Mühlkreis, Sankt Johann am Wimberg, Sankt Peter am Wimberg, Sankt Stefan-Afiesl, Vorderweißenbach és Oberneukirchen településekkel határos.

## Népesség
Lakosainak száma 1004 fő (2016. január 1.).